# Егеон (супутник)

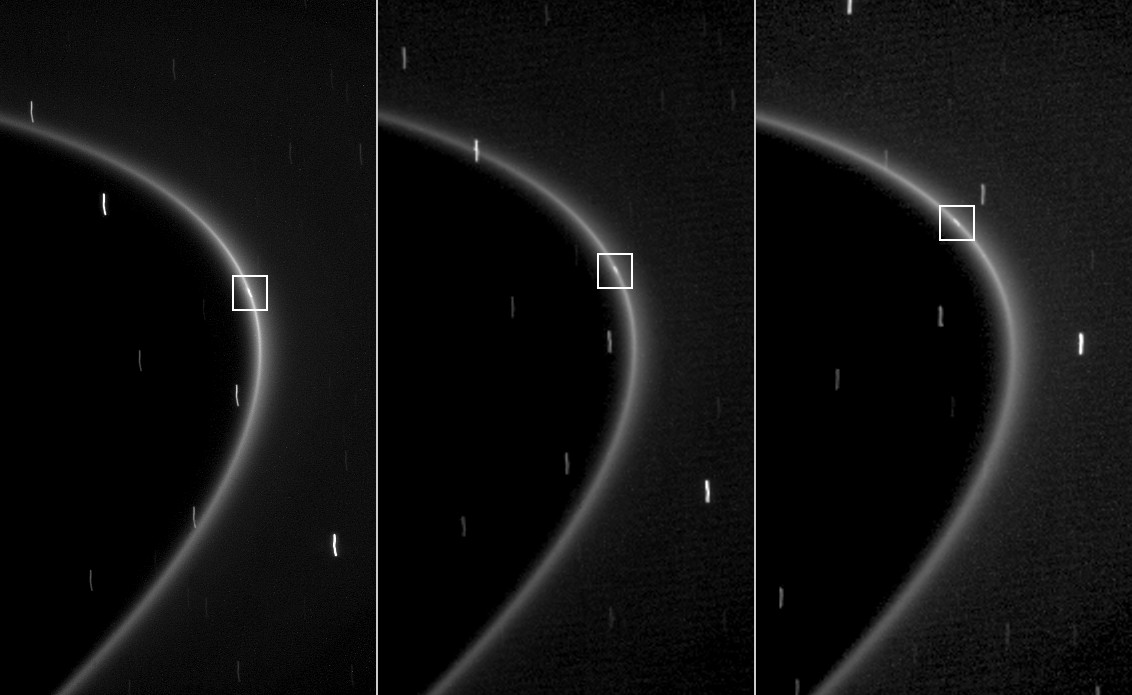
Послідовність світлин з космічного апарата «Кассіні — Гюйгенс», на яких видно Егеон.

Егеон (лат. Aegaeon, від грец. Αιγαίων) — дев'ятий за віддаленістю від планети природний супутник Сатурна.

## Загальний опис
Відкритий 15 серпня 2008 року за допомогою автоматичного космічного апарата «Кассіні — Гюйгенс». Є 53-м супутником Сатурна. Кодове позначення S/2008 S 1.
Орбіта Егеона перебуває в орбітальному резонансі з іншим супутником Сатурна — Мімасом у співвідношенні 7:6, який викликає 4-річні 4-кілометрові коливання великої півосі Егеона.
- Егеон обертається навколо Сатурна на відстані ≈167 500 км[2].
- Період обертання — 0,80812 дня[2].
- Нахил орбіти — 0,001° до екватора Сатурна[2].
- Ексцентриситет орбіти — 0,0002[2].
- Діаметр — 0,5 км[2].
- Абсолютна зоряна величина — 27[2].

Супутник названо на честь одного з гекатонхейрів — Егеона, у давньогрецькій міфології це один із трьох дітей Урана і Геї, чудовисько із сотнею рук і 50 тілами. Серед богів має інше ім'я — Бріарей, ім'я Егеон розповсюджене у людей.